# Sylvain Arend
| ontdekte planetoïden: 51 | ontdekte planetoïden: 51 |
| ------------------------ | ------------------------ |
| (1127) Mimi              | 13 januari 1929          |
| (1171) Rusthawelia       | 3 oktober 1930           |
| (1262) Sniadeckia        | 23 maart 1933            |
| (1263) Varsavia          | 23 maart 1933            |
| (1281) Jeanne            | 25 augustus 1933         |
| (1286) Banachiewicza     | 25 augustus 1933         |
| (1287) Lorcia            | 25 augustus 1933         |
| (1313) Berna             | 24 augustus 1933         |
| (1314) Paula             | 16 september 1933        |
| (1315) Bronislawa        | 16 september 1933        |
| (1348) Michel            | 23 maart 1933            |
| (1352) Wawel             | 3 februari 1935          |
| (1563) Noël              | 7 maart 1943             |
| (1565) Lemaître          | 25 november 1948         |
| (1570) Brunonia          | 9 oktober 1948           |
| (1573) Väisälä           | 27 oktober 1949          |
| (1576) Fabiola           | 30 september 1948        |
| (1579) Herrick           | 30 september 1948        |
| (1583) Antilochus        | 19 september 1950        |
| (1591) Baize             | 31 mei 1951              |
| (1592) Mathieu           | 1 juni 1951              |
| (1593) Fagnes            | 1 juni 1951              |
| (1613) Smiley            | 16 september 1950        |
| (1625) The NORC          | 1 september 1953         |
| (1633) Chimay            | 3 maart 1929             |
| (1639) Bower             | 12 september 1951        |
| (1640) Nemo              | 31 augustus 1951         |
| (1652) Hergé             | 9 augustus 1953          |
| (1683) Castafiore        | 19 september 1950        |
| (1717) Arlon             | 8 januari 1954           |
| (1787) Chiny             | 19 september 1950        |
| (1887) Virton            | 5 oktober 1950           |
| (1916) Boreas            | 1 september 1953         |
| (1969) Alain             | 3 februari 1935          |
| (2084) Okayama           | 7 februari 1935          |
| (2109) Dhotel            | 13 oktober 1950          |
| (2231) Durrell           | 21 september 1941        |
| (2265) Verbaandert       | 17 februari 1950         |
| (2277) Moreau            | 18 februari 1950         |
| (2455) Somville          | 5 oktober 1950           |
| (2513) Baetslé           | 19 september 1950        |
| (2538) Vanderlinden      | 30 oktober 1954          |
| (2642) Vésale            | 14 september 1961        |
| (2666) Gramme            | 8 oktober 1951           |
| (2689) Bruxelles         | 3 februari 1935          |
| (2866) Hardy             | 7 oktober 1961           |
| (2973) Paola             | 10 januari 1951          |
| (3228) Pire              | 8 februari 1935          |
| (3346) Gerla             | 27 september 1951        |
| (3755) Lecointe          | 19 september 1950        |
| (3920) Aubignan          | 28 november 1948         |

Sylvain Julien Victor Arend (Robelmont, 6 augustus 1902 – Ukkel, 18 februari 1992) was een Belgisch astronoom. Zijn belangstelling ging voornamelijk uit naar de astrometrie.
Samen met Georges Roland ontdekte hij de heldere komeet C/1956 R1 (Arend-Roland). Hij was ook de mede-ontdekker van de periodieke kometen 49P/Arend-Rigaux, 50P/Arend, Nova Scuti 1952 en een aantal planetoïden, waaronder de Amor-planetoïde (1916) Boreas en de Trojaan (1583) Antilochus. Hij ontdekte ook de planetoïde (1652) Hergé die naar de tekenaar van De avonturen van Kuifje werd genoemd. De planetoïde (1563) Noël is genaamd naar zijn zoon, Emanuel Arend.
In 1948 richtte Arend samen met zestien anderen de vereniging Comité Para op.